# Frederikssund
Frederikssund – miasto w Danii, siedziba gminy Frederikssund. Miasto położone jest nad fiordem Roskilde Fjord.
Około 15 160 mieszkańców. 
Ośrodek przemysłowy.

## Miasta partnerskie
- Ramsgate, Wielka Brytania
- Kumla, Szwecja
- Sibbo, Finlandia
- Aurskog-Høland, Norwegia
- Catoira, Hiszpania